# セキスイハイム
セキスイハイム（Sekisuiheim）は、積水化学工業住宅カンパニーによる住宅事業のブランド名称である。

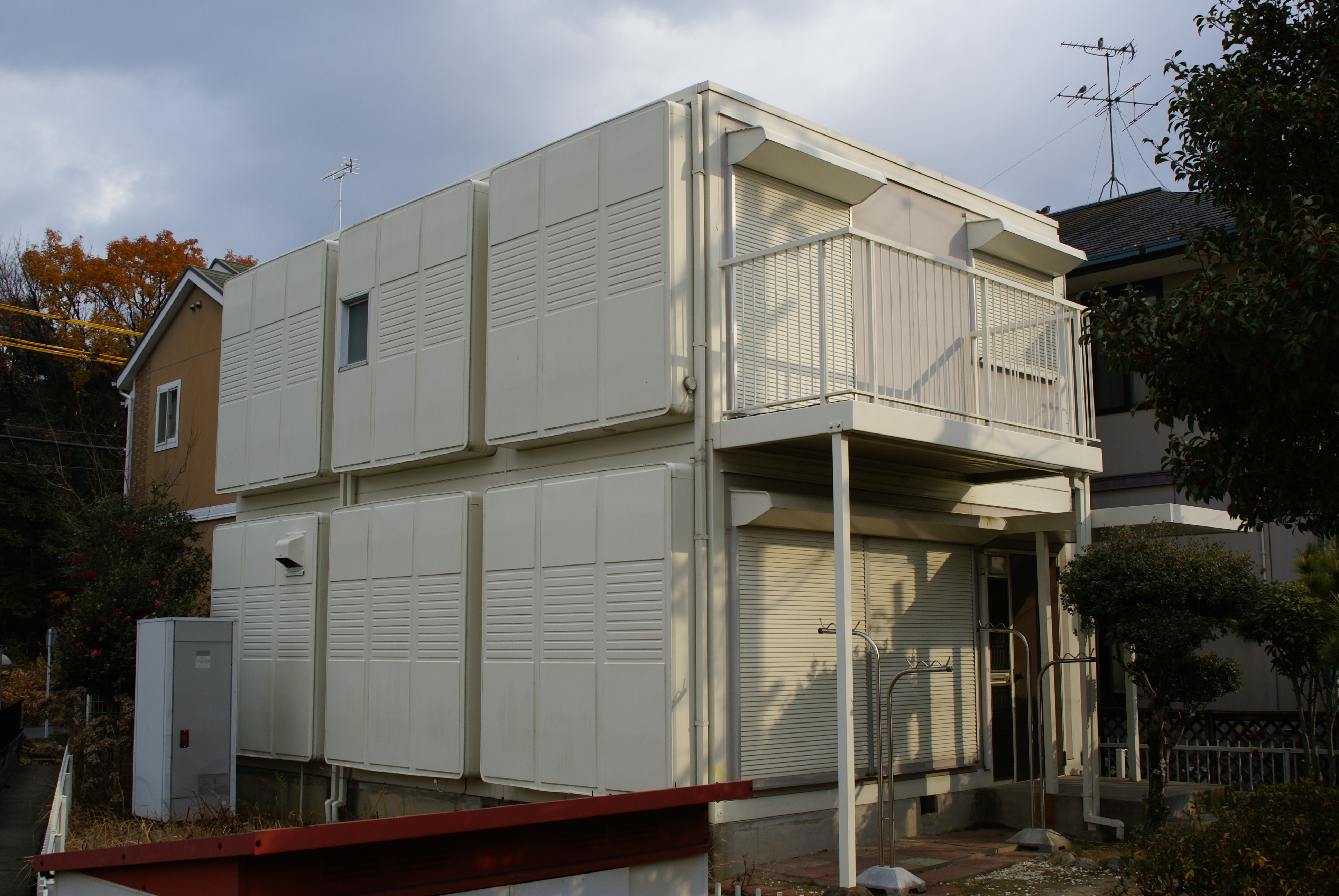
セキスイハイムMR ～M1の改良版 1978年誕生～

## 概要
工場で鉄骨ラーメン構造のボックス型ユニット（広義のプレハブ工法）を生産し、それを建築現場において組み合わせるという方式がセキスイハイムの基本概念である。これにより、建築にかかる日数が大幅に短縮され、合理化された工場における生産比率が高いことから高品質が確保されることとなった。さらに、堅牢な鉄骨ラーメン構造による高い耐震性も持ち合わせているとされる。
一般的な家づくりの場合、建設現場は、夏は暑く、冬は寒く、きつい環境下ではミスやムラも発生しやすくなるが工場による生産ラインは、適正な温度環境のもと作業できる為、バラつきのない品質を保った構築が可能となる。
セキスイハイムの最初のモデルであるM1は基本設計・システム開発を建築家の大野勝彦（当時、東京大学内田研究室在籍）が担当した。M1は1970年に第1回「東京国際グッドリビングショウ」でデビューし、2004年度にDOCOMOMO JAPAN選定 日本におけるモダン・ムーブメントの建築に選ばれているほか、2013年度には世界で初めて市場で成功したボックスユニットによるプレハブ住宅であるとして、重要科学技術史資料（未来技術遺産）に選定・登録されている。
オプションの鉄骨系のハイムシリーズに採用する「快適エアリー」は、ユニット工法ならではの床下大空間にヒートポンプ式冷暖房・除湿システムと、熱交換式第一種換気システムを併設。
木質系のグランツーユーに採用する「空気工房」は、快適エアリー同様の換気システムを2階と小屋裏空間に分散して設置される。
どちらのシステムも、高い断熱・気密性をベースに、冷暖房された空気の流れをコントロールすることで、居室だけでなく、非居室（廊下・階段・洗面室・トイレなど）も含めた住まい全体の温度差を季節や時間帯にかかわらず小さくすることが可能。また、換気システムに組み込まれた高性能フィルターが外気に含まれる花粉や黄砂、排気ガスのNO2等を濾過し、第一種換気方式の効果（内外温度差や風速などの影響を最小限にして安定的に空気を循環）と合わせて室内の空気をクリーンに保つ事が出来る。さらに、高い除湿能力により梅雨〜夏季に快適レベルの湿度環境を実現。
2002年（平成14年）には販売体制を再編し、「セキスイツーユーホーム」のブランド名で販売している木造の2×4（ツーバイフォー）ユニットも併売するようになった。こちらは木造であるため鉄骨ラーメン構造に比べると耐震性で劣るものの高気密・高断熱であり、コスト面でも鉄骨系のハイムより、若干安価である。また、ツーバイフォーよりも幅広の木材を使用したワンランク上の2×6（ツーバイシックス）もある。こちらの方がより大量の断熱材を壁内部に充填でき、断熱性能に優れる。また耐震実験でも2,000ガルを超える加速度に対して無傷であることが判っている。大手ハウスメーカーの中では、珍しく断熱材としてグラスウールを使用している。なお、国内最大の実験施設での最大加速度は2,000ガルである。 2F建実験の最大加振 2,112ガル 3F建実験の最大加振 1,862ガル
実際、創業以来起きた大規模地震（阪神・淡路大震災、新潟県中越地震・新潟県中越沖地震、東日本大震災、熊本地震、北海道胆振東部地震など）においてもその耐震性は証明されており、ハイム・ツーユーホームともに、地震そのものの揺れに起因する全半壊の被害は一軒も発生していない。とりわけ、阪神大震災の時は被災地に7700棟あったが、それらは無傷であり、建築基準法の改正に繋がった他、戦後最大のマグニチュード9を観測した東日本大震災では東北を中心として18万棟、熊本地震（2016年）では建築基準法に基づく新耐震基準を満たした住居も全半壊する中で、セキスイハイム15000棟が一切被害を受けなかった。

## 再築システムの家
セキスイハイムは2002年（平成14年）5月から「再築システムの家」というサービスを開始している。この「再築システムの家」は、古いセキスイハイムの住宅ユニットを分解・下取りし、工場において補修・点検などをして、新たに再生された住宅として別の顧客に販売するというものである。これは、箱形のユニットを組み合わせるというユニット住宅の特性により実現されたもので、近年の日本の住宅が「ミンチ解体」と呼ばれる方式で解体され大量の産業廃棄物を発生させている問題 の回避に成功している。
また、2002年（平成14年）12月からは「光熱費ゼロ住宅」の販売を開始している。これは太陽光発電システムや高効率給湯器の搭載、住宅断熱性能の向上、照明設備の省エネルギー化などを組み合わせることで、光熱費ゼロ住宅を実現するとされている。
この仕組みを応用して、「リユースハイム」キャンペーンを行っている。これは住宅展示場の建て替えや更新、また展示場自体の閉鎖に伴い、使われなくなったモデルハウスを希望者に抽選で購入してもらうもの。基本的にはモデルハウスの設計そのものを移築するが、当選者の土地スペースによって間取りなどを変更することもできる。

## 主な商品

### セキスイハイム（鉄骨系）
- SmartPowerStationシリーズ（スマートパワーステーション）
- Parfaitシリーズ（パルフェ）
- Domani（ドマーニ）
- DESIO（デシオ）（三階建て）
- クレスカーサ
- 楽の家（平屋）

### ツーユーホーム（木質系）
- グランツーユーV 2017～ UA値 0.46
- グランツーユー
- グランツーユー 平屋
- MIOLEシリーズ
- ミオーレ
- ミオーレピースエディション
- 楽の家（平家）

### アパート用住宅（鉄骨系）
- レトアスマートパワーステーション
- ウィズハイムエフスリー
- ウィズハイムエフツー
- レトアメゾネット
- レトアデュエット

## 販売会社
- 北海道地方
  - 北海道セキスイハイム株式会社
- 東北地方
  - セキスイハイム東北株式会社 
    - 青森県、宮城県、岩手県、秋田県、山形県、福島県
- 関東地方
  - 東京セキスイハイム株式会社
    - 東京都、神奈川県、千葉県、埼玉県、山梨県

  - 茨城セキスイハイム株式会社
    - 茨城県

  - 栃木セキスイハイム株式会社
    - 栃木県

  - 群馬セキスイハイム株式会社
    - 群馬県
- 中部地方
  - セキスイハイム信越株式会社
    - 長野県、新潟県

  - セキスイハイム東海株式会社
    - 静岡県

  - セキスイハイム中部株式会社
    - 愛知県、岐阜県、三重県、石川県、福井県、富山県
- 関西地方
  - セキスイハイム近畿株式会社
    - 滋賀県、京都府、大阪府、奈良県、和歌山県、兵庫県北部及び南東部

  - セキスイハイム山陽株式会社
    - 兵庫県南西部
- 中国・四国地方
  - セキスイハイム中四国株式会社
    - 岡山県、広島県、山口県、鳥取県、島根県、愛媛県

  - セキスイハイム東四国株式会社
    - 香川県、徳島県、高知県
- 九州地方
  - セキスイハイム九州株式会社
    - 福岡県、佐賀県、長崎県、大分県、熊本県、宮崎県、鹿児島県

※沖縄県は輸送コストが北海道よりも割高なことなどを理由として、販売されていない（これは積水ハウスでも同様である）。

## 命名権
以下の施設の命名権を取得している。
- 真駒内セキスイハイムアイスアリーナ：「真駒内屋内競技場」（北海道札幌市）を改称。
- 真駒内セキスイハイムスタジアム：「真駒内屋外競技場」（北海道札幌市）を改称。
  - 北海道セキスイハイム が命名権を取得した。以上の2施設の命名権料は合計で年間700万円。契約期間は2007年（平成19年）4月1日から3年間。総額2100万円。
  - 1972年の冬季オリンピックを行った競技場である。命名権を売りに出されたことで、日本オリンピック委員会（JOC）から五輪マークを外すよう勧告された。
- セキスイハイムスーパーアリーナ：「宮城県総合運動公園総合体育館」（宮城県宮城郡利府町）を改称。
  - セキスイハイム東北が命名権を取得した。以上の1施設の命名権料は年間1000万円。契約期間は2009年（平成21年）4月1日から3年間。従前の命名権名称との遷移期間などが考慮され、総額は2750万円。

## おもな分譲住宅地
- イマジンフィールド東久留米 - 東京都東久留米市上の原
- グランピクチャレスク八王子みなみ野 - 東京都八王子市七国
- 八王子みなみ野シティ結びのまち- 東京都八王子市みなみ野
- スマートハイムプレイス世田谷弦巻 - 東京都世田谷区弦巻 , 建築条件付
- ハグヒルズ多摩境 - 東京都町田市
- スマートハイムシティ東松山 - 埼玉県東松山市箭弓町
- スマートハイムプレイス桶川市下日出谷 - 埼玉県桶川市大字下日出谷
- スマートハイムプレイス戸田市新曽南 - 埼玉県戸田市新曽南
- スマートハイムプレイス鴻巣市鴻巣 - 埼玉県鴻巣市鴻
- スマートハイムプレイス北鴻巣 - 埼玉県鴻巣市箕田字苗木
- アルコガーデン羽生岩瀬 - 埼玉県羽生市大字中岩瀬 , 建築条件付
- スマートハイムプレイス見沼区大和田 - 埼玉県さいたま市見沼区大和田町
- スマートハイムプレイスさいたま市西区西大宮 - 埼玉県さいたま市西区西大宮
- スマートハイムプレイス熊谷市上之 - 埼玉県熊谷市上之字五田塚
- スマートハイムプレイス久喜市鷲宮3丁目 - 埼玉県久喜市鷲宮
- 桜ヶ丘ニュータウン - 茨城県土浦市桜ヶ丘町
- ガーデンコースト鵠沼海岸 - 神奈川県藤沢市
- ガーデンコースト辻堂 - 神奈川県藤沢市
- エコハイムタウン北上尾 - 埼玉県上尾市
- ハイムエコタウン甲斐竜王 - 山梨県甲斐市
- ハイムタウン大宮上小町SAKURA - 埼玉県さいたま市大宮区
- グレイスパーク船橋美し学園 - 千葉県船橋市
- ルミネッセンスタウン横浜妙蓮寺 - 神奈川県横浜市港北区
- ルミネッセンスタウン横浜神大寺 - 神奈川県横浜市神奈川区
- 四街道めいわひかりが丘 - 千葉市四街道市, 建築条件付
- エアリーガーデン経堂 - 東京都世田谷区
- エアリーガーデン武蔵関 - 東京都練馬区
- エアリーガーデン深沢 - 東京都世田谷区
- エアリーガーデン南流山 - 千葉県松戸市
- ハーモネートタウン南流山2丁目 - 千葉県流山市
- クロスバローレ高丘・明石高丘プロジェクト
- ハーモネートタウン兵庫分譲開発地 - 佐賀市兵庫町
- ハーモネートタウン東垣生 - 松山市東垣生町

## テレビ番組
- 日経スペシャル ガイアの夜明け ようこそ 新エネルギー時代～“使うだけ”から“作る”生活へ（2009年6月16日、テレビ東京）[9] - 太陽光発電住宅を取材。

## 広告
- ハイムさん - 同社の広告には阿部寛扮する「ハイムさん」が登場する。
- ボックスラーメンの唄 - グループ会社のセキスイハイム東海の広告で歌われるラーメン構造に関する唄。

## スポンサー番組
※ 道浪漫（毎日放送制作・TBS 系列）終了以降、セキスイハイムでの番組提供が多くなる。提供表示は、2021年度までは「セキスイハイム」だったが2022年度からは「SEKISUI HEIM」である。
現在
過去
日本テレビ系
- 速報!歌の大辞テン（日本テレビ系）
- 水曜ドラマ（2005年4月 - 2006年3月。「速報!歌の大辞テン」から移動）
- 名探偵コナン（よみうりテレビ制作、月曜19時台後半時代、「鉄腕DASH」に移動）
- ママモコモてれび（ママモコモパートナーズの一員として）
- ZIP!（木曜のみ 2017年4月6日 - 2019年9月、フジテレビ系「とくダネ!」から移動）
- ザ!鉄腕!DASH!!（2006年4月 - 2020年3月29日、同日をもってKDDIと共に降板、後枠は同業のHEBEL HAUS。かつては三井ホームも提供していた）
- ザ!世界仰天ニュース（2017年4月4日 - 2020年3月31日、同日をもって火曜21時枠の提供を降板、フジテレビ系「土曜プレミアム」から移動、同業の住友林業も2017年度末期において提供していた）
- news every.（火曜18時台中盤ナショナルスポンサー。2020年4月 - 2021年9月。同じ時期にPanasonic Homesも水曜の同時間帯で提供開始。）
- 沸騰ワード10 前半ナショナルスポンサー。2020年4月から2021年9月まで。
- THE突破ファイル 後半ナショナルスポンサー。同上。
- I LOVE みんなのどうぶつ園→嗚呼!!みんなの動物園（2021年10月 - 、後半ナショナルスポンサー。沸騰ワード10から移動。）
- news zero（2021年10月 - 、隔日前半ナショナルスポンサー。日産・宝くじパートでの提供。THE突破ファイルから移動。）

TBS系
- 復活の日
- 土曜20時枠
  - 8時です!みんなのモンダイ
  - 島田検定!! 国民的潜在能力テスト→島田検定SUPER!!
- JNNニュースの森 → JNNイブニングニュース
- がっちりマンデー!!（2010年4月 - 2015年3月）

フジテレビ系
- SMAP×SMAP（関西テレビ・フジテレビ共同制作、後半枠）
- 土曜プレミアム（2010年4月 - 2017年3月、「SMAP×SMAP」から移動）
- 情報プレゼンター とくダネ!（金曜のみ、2017年3月31日まで）

テレビ朝日系
- ここがポイント!!池上彰解説塾（2015年春改編で提供番組は後継番組の「池上彰のニュースそうだったのか!!」に移動[注 2]:

テレビ東京系
- ワールドビジネスサテライト土曜版

ローカル
- ウォッチン!みやぎ（東北放送〔TBCテレビ〕、提供表示はセキスイハイム東北）
- スイッチ!（東海テレビ、提供表示はセキスイハイム中部）
- めざましテレビ（仙台放送およびテレビ静岡、ローカル提供。提供表示はそれぞれセキスイハイム東北、セキスイハイム東海）
- アーツ&クラフツ商会（BS朝日、一社提供）など多数

その他
- 筑紫哲也 NEWS23（CBCテレビ、ローカル枠）
- 中日新聞テレビ日曜夕刊（東海テレビ、1980年代に提供）
- JNNフラッシュニュース（静岡放送〔SBSテレビ〕）、ローカル提供[注 3]）
- ことばのおもちゃばこ（CBCラジオ、提供コールはセキスイハイム中部）
- ぐっさん家（東海テレビ、2017年4月15日 - 2019年3月30日、提供表示はセキスイハイム中部）
- neo sports（テレビ東京製作、三重テレビ）